# Gerardo Lugo Gómez
Gerardo Lugo Gómez (13 de març de 1955) és un exfutbolista mexicà.

## Selecció de Mèxic
Va formar part de l'equip mexicà a la Copa del Món de 1978.